# Саут Појнт
Саут Појнт (енгл. South Point) је рт и најјужнија тачка Азије и Кокосових острва. Налази се на 12°12‘ јгш и 96°53‘ игд.

## Географија
Рт је смештен на Јужном Килинг острву. Предео је прекривен густом шумом, уз саму обалу Индијског океана. Клима је тропска, умерена, са дужим кишним периодом.